# 275

275(이백칠십오)는 274보다 크고 276보다 작은 자연수다.

## 수학
- 합성수로, 그 약수는 1, 5, 11, 25, 55, 275다. 진약수의 합은 97이므로, 275는 부족수다.
- {\displaystyle 275=5^{2}+9^{2}+13^{2}}
  - 공차가 4인 세 자연수의 제곱합으로 나타낼 수 있는 수다. 이 성질을 지닌 앞의 수는 224, 다음 수는 332이다.
- {\displaystyle 275=2^{5}+3^{5}}
  - 연속하는 두 자연수의 5제곱합으로 나타낼 수 있으며, 이 성질을 지닌 앞의 수는 33, 다음 수는 1267이다.
  - 연속하는 두 소수(素數)의 5제곱합으로 나타낼 수 있는 가장 작은 수이며, 이 성질을 지닌 다음 수는 3368이다.
- {\displaystyle 76^{2}-1}은 275로 나누어떨어진다.

## 과학
- NGC 275(영어판): 고래자리 방향에 있는 막대나선은하.

## 교통
- 일본 275번 국도(일본어판): 홋카이도 삿포로시 주오구에서 에사시군 하마톤베쓰정까지 이어지는 일본의 국도.
- 현도 제275호선

## 군사
- U-275(영어판): 제2차 세계 대전에 사용된 나치 독일의 군용 잠수함.

## 문화유산
- 대한민국의 국보 제275호: 도기 기마인물형 뿔잔
- 대한민국의 보물 제275호: 곡성 태안사 광자대사탑비
- 대한민국의 사적 제275호: 서울 연세대학교 스팀슨관

## 방송
- B tv의 일본 공영 방송인 NHK 월드 프리미엄 채널 번호.
- U+ TV의 BTN 불교TV 채널 번호.

## 기타
- 연도: 275년, 기원전 275년
- 미인국수 275: 여기서 275는 열량이 275kcal인 데서 붙여졌다.